# Notre-Dame-de-la-Mer
Notre-Dame-de-la-Mer – gmina we Francji, w regionie Île-de-France, w departamencie Yvelines. W 2016 roku liczba ludności wynosiła 664 mieszkańców. 
Gmina została utworzona 1 stycznia 2019 roku z połączenia dwóch ówczesnych gmin: Jeufosse oraz Port-Villez. Siedzibą gminy została miejscowość Jeufosse. 